# دنی آنتونوچی
دنی آنتونوچی (انگلیسی: Danny Antonucci؛ زادهٔ ۲۷ فوریهٔ ۱۹۵۷) یک کارگردان، اَنیماتور، فیلم‌نامه‌نویس و تهیه‌کننده اهل کانادا است.
والدین آنتونوچی از ایتالیایی‌های مهاجر به کانادا بودند. تجارب وی به عنوان فرزند مهاجر، عمیقاً کارهایش را تحت تاثیر قرار داد.
آنتونوچی تحصیل در دانشکده هنرهای تجسمی شریدان را آغاز اما جهت کار به عنوان یک انیماتور، در ساخت یک بخش از هانا-باربرا تحصیلات را رها کرد.
از فیلم‌ها یا مجموعه‌های تلویزیونی که وی در آن‌ها نقش داشته است می‌توان به هوی متال اشاره نمود.